# Videlles
Videlles is een gemeente in het Franse departement Essonne (regio Île-de-France) en telt 560 inwoners (1999). De plaats maakt deel uit van het arrondissement Étampes.

## Geografie
De oppervlakte van Videlles bedraagt 8,7 km², de bevolkingsdichtheid is 64,4 inwoners per km².
De onderstaande kaart toont de ligging van Videlles met de belangrijkste infrastructuur en aangrenzende gemeenten.

## Demografie
Onderstaande figuur toont het verloop van het inwonertal (bron: INSEE-tellingen).